# Markiezenpatrijsduif
De markiezenpatrijsduif (Pampusana rubescens synoniemen: Alopecoenas rubescens en Gallicolumba rubescens) is een vogel uit de familie van de duiven van het geslacht Pampusana. De wetenschappelijke naam van de soort werd als Columba rubescens in 1818 gepubliceerd door Louis Jean Pierre Vieillot. Het is een door habitatverlies kwetsbaar geworden vogelsoort die alleen voorkomt op de Marquesaseilanden.

## Kenmerken
De vogel is 20 cm lang. De vogel is overwegend zwart met witte vlekken op de vleugels en staartbasis. De bovenste vleugeldekveren, rug en schouders zijn roodachtig paars. Het mannetje heeft een parelkleurig grijze kop en borst. Het vrouwtje is daar dofgrijs. Het is een duif die leeft op de bosbodem en opvallend mak is.

## Verspreiding en leefgebied
Deze soort is endemisch op de Marquesaseilanden ('de Markiezen' of 'Markiezenarchipel', een eilandengroep in Frans-Polynesië) op de onbewoonde eilanden Fatu Huku en Hatutu. De leefgebieden liggen in de beboste gedeelten of in de met hoog gras begroeide rotsplateaus.

## Status
De markiezenpatrijsduif heeft een beperkt verspreidingsgebied en daardoor is de kans op uitsterven aanwezig. Door verwilderde katten en ingevoerde ratten is de duif op de bewoonde eilanden van de archipel uitgestorven. De grootte van de populatie werd in 2017 door BirdLife International geschat op 50 tot 250 volwassen individuen. De populatie-aantallen waren in 2017 stabiel, maar kunnen variëren door extreme klimaatomstandigheden. Om deze redenen staat deze soort sinds 2017 (weer) als bedreigd op de Rode Lijst van de IUCN, terwijl de status tussen 2008 en 2017 kwetsbaar was.